# Dumitru Calance
Dumitru Calance (n. 11 octombrie 1952) este un fost deputat român în legislatura 1990-1992, ales în județul Iași pe listele partidului FSN. În legislatura 1992-1996, Dumitru Calance a fost deputat pe listele PD. 
În cadrul activității sale parlamentare în legislatura 1990-1992, Dumitru Calance a fost membru în grupurile parlamentare de prietenie cu Regatul Thailanda și Japonia. Dumitru Calance a fost membru în comisia economică. În legislatura 1992-1996, Dumitru Calance a fost membru în comisia pentru politică economică, reformă și privatizare. 